# Legends of the Summer
Il Legends of the Summer è stato rispettivamente il quarto ed il dodicesimo tour musicale del cantautore statunitense Justin Timberlake e del rapper statunitense Jay-Z, a supporto dei loro terzo e dodicesimo album in studio, The 20/20 Experience e Magna Carta... Holy Grail.

## Scaletta
La seguente scaletta appartiene al concerto del 28 luglio 2013 di Pasadena. Non è perciò rappresentativa dell'intero tour .
1. Holy Grail
2. I Just Wanna Love U (Give It 2 Me)
3. Rock Your Body
4. I Want You Back
5. Izzo (H.O.V.A.)
6. Excuse Me Miss
7. Señorita
8. On to the Next One
9. Like I Love You
10. My Love
11. Big Pimpin'
12. Tunnel Vision
13. Jigga What, Jigga Who
14. U Don't Know
15. 99 Problems
16. Public Service Announcement
17. Hard Knock Life (Ghetto Anthem)
18. Heart of the City
19. Pusher Love Girl
20. Summer Love
21. LoveStoned
22. Until the End of Time
23. Cry Me a River
24. Take Back the Night
25. What Goes Around... Comes Around
26. Dirt Off Your Shoulder
27. Niggas in Paris
28. Tom Ford
29. New York, New York
30. Empire State of Mind
31. Mirrors
32. Run This Town
33. Encore
34. SexyBack
35. Suit & Tie
36. Young Forever

## Artisti d'apertura
La seguente lista rappresenta il numero correlato agli artisti d'apertura nella tabella delle date del tour.
- DJ Cassidy = 1

## Date del tour
| 622.559 / 622.559 (100%) |
| ------------------------ |

| $75.324.671 |
| ----------- |